# Холмище
Холмище — деревня в Кадуйском районе Вологодской области.
Входит в состав сельского поселения Семизерье (до 2015 года входила в Рукавицкое сельское поселение), с точки зрения административно-территориального деления — в Чупринский сельсовет.
Расположена на правом берегу реки Сивец. Расстояние по автодороге до районного центра Кадуя — 12 км, до центра муниципального образования деревни Малая Рукавицкая — 14 км. Ближайшие населённые пункты — Верховье, Крыльцово, Прямиково.
По переписи 2002 года население — 6 человек.